# Albert Nestler, matériel de dessin
L'entreprise Albert Nestler, matériel de dessin est un fabricant de règles à calcul, de planches à dessin et de postes de travail de construction établi à Lahr/Schwarzwald. L'usine, fondée en 1878, est déjà considérée comme un leader du secteur en 1925 et est le plus grand fabricant mondial de règles à calcul avant la Seconde Guerre mondiale. À la fin des années 1970, Nestler est le leader européen des machines à dessiner à chariot. L’histoire de l’entreprise se termine par une faillite au début des années 1990. L'ancien site de l'entreprise, le quartier Nestler, est un quartier important du centre-ville de Lahr.

## Histoire

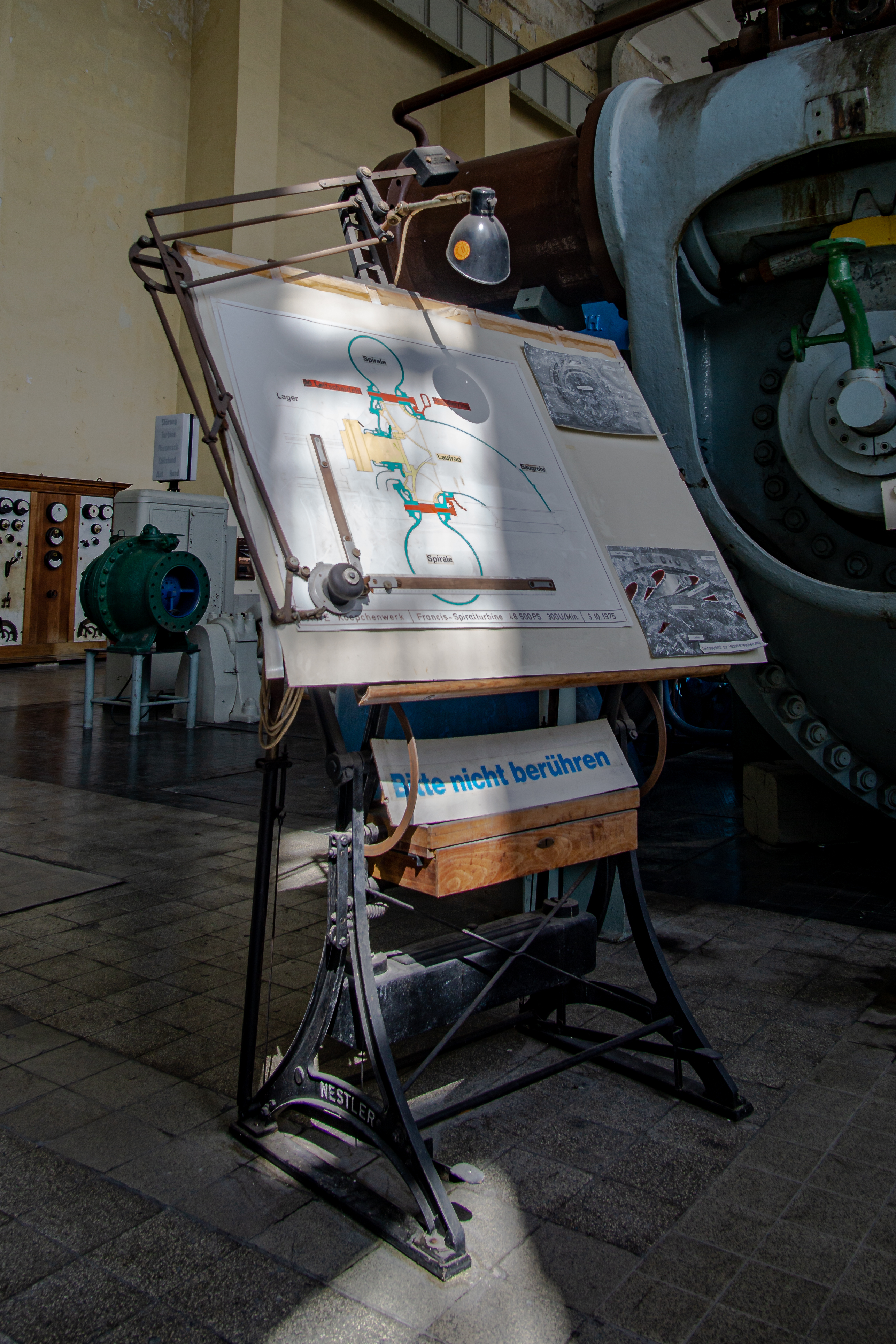
Planche à dessin

La famille de tisseurs de lin Jacob Nestler arrive à Berlin au XVIIIe siècle. Un siècle après elle se déplace à Lahr. Christian Daniel Nestler (1811–1894) et ses quatre fils fondent une importante dynastie manufacturière. Le fils Albert Nestler (1851–1901) fonde en 1878 la société Beck & Nestler avec l'opticien suisse Theophil Beck, dans laquelle sont fabriqués des règles à dessiner, des instruments de dessin et des trépieds télescopiques pour la photo, et plus tard également des règles à calcul. Au début des années 1880, l'associé Beck quitte l'entreprise. L'entreprise bénéficie d'abord du boom général de l'époque wilhelminienne, mais aussi surtout de l'introduction du système métrique, qui crée un vaste marché pour les produits manufacturés. Après un premier essor, un incendie majeur dans l'usine vers 1900 et la mort du fondateur en 1901 entraînent de sérieux revers.

### Reconstruction
Les fils du fondateur, Albert et Richard Nestler, reconstruisent l'entreprise et ajoutent des équipements de topographie à la gamme de produits. Après 1900, l’entreprise s’ouvre également aux marchés d’exportation, notamment en Russie, en Scandinavie, dans les Balkans et en Amérique du Sud. En 1911, l'entreprise s'agrandit considérablement avec la construction d'un hall d'usine dans la Thiergartenstrasse. Peu avant le déclenchement de la Première Guerre mondiale, un commerce de bois et une scierie sont également intégrés à l'entreprise, rendant la production largement indépendante des fournisseurs.

### Première Guerre Mondiale et suite
Pendant la Première Guerre mondiale, la production est temporairement réorientée vers des produits liés à l'économie de guerre. Après la fin de la guerre, l’entreprise revient à ses produits traditionnels et parvient à survivre à la crise économique et à l’inflation du début des années 1920 sans subir de pertes importantes. L'entreprise s'agrandit avec un atelier de mécanique et de métallurgie sur la Bahnhofstrasse et un site d'usine sur la Westendstrasse. Dans les années 1920, l'entreprise connait une nouvelle croissance avec l'ajout de machines à dessiner et de règles à calcul. La règle à calcul Darmstadt est un modèle particulièrement réussi. En 1925/26, l'entreprise est considérée comme le leader du marché dans le domaine des règles à calcul et des planches à dessin. Au fur et à mesure de la croissance de l'entreprise, la scierie de l'entreprise est transférée dans la Westendstrasse et des hangars à bois supplémentaires sont construits dans la Gutenbergstrasse. Avant la Seconde Guerre mondiale, Nestler est le plus grand fabricant mondial de règles à calcul.

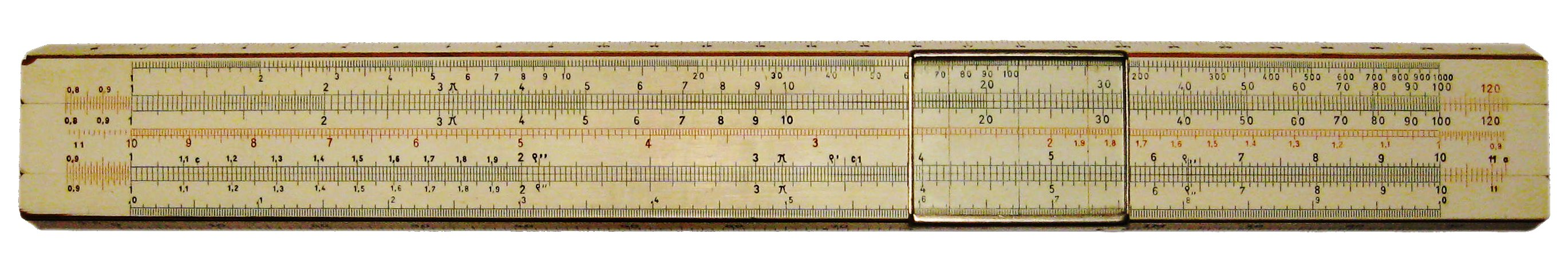
Règle à calcul Nestler 23R

### Seconde Guerre Mondiale
La Seconde Guerre mondiale marque un tournant dans l'histoire de l'entreprise. De nombreux employés sont enrôlés pour le service militaire et, au cours de la guerre, l'entreprise s'implique de plus en plus dans l'économie de guerre et la production d'armements. Peu avant la fin de la guerre, l’usine principale est entièrement détruite par un raid aérien. La plupart des machines restantes sont confisquées par les Français après la fin de la guerre.

### Nouvelle reconstruction
C'est encore une fois à Albert et Richard Nestler de reconstruire l'entreprise. La reconstruction est achevée au début des années 1950 et environ 500 ouvriers sont à nouveau employés. L'entreprise est divisée en société de production Albert Nestler GmbH et Albert Nestler Vertriebsgesellschaft GmbH. La production consiste initialement principalement en règles à calcul, puis se déplace progressivement vers les tables à dessin et des appareils à dessin.
Richard Nestler est président de la Chambre de commerce et d'industrie du Moyen-Bade à Lahr de 1930 à 1933 et de 1947 à 1952. Le gouvernement du Sud-Bade le nomme conseiller au commerce. Il reçoit également la Grand-Croix du Mérite de l'Ordre du Mérite de la République fédérale d'Allemagne et est nommé sénateur honoraire de l'Université technique de Darmstadt.
En 1954, Albert et Richard Nestler cèdent l'entreprise à leurs fils Erich et Richard Jr. Nestlé. À la suite de l'ancien bâtiment de la Bahnhofstrasse, une extension est construite sur le site de bâtiments privés détruits pendant la guerre, reliant les deux anciens immeubles commerciaux de la Bahnhofstrasse et de la Thiergartenstrasse pour former un complexe global.
En 1968, la direction passe à Heinrich Friedrich (gendre de Richard Sr. Nestler et longtemps maire de Lahr) et à Karl Rieker. L'entreprise connait à nouveau un succès international avec la table à dessin Nestler Ingenieur et commence parallèlement à produire des appareils électroniques d'acquisition de données. Au début des années 1970, la gamme de produits s'est élargie à tous les équipements techniques de bureau. En 1977, Nestler présente la première machine à dessiner dotée d'un affichage électronique des angles. Avec l'évolution croissante vers l'électronique et le mobilier, d'autres extensions de l'usine ont été construites. À la fin des années 1970, Nestler est le leader européen des machines à dessiner à chariots.
En 1978, à l'occasion du 100e anniversaire de l'entreprise, Dieter Lindemann et Bernd Friedrich reprennent la direction de l'entreprise. A cette époque, 315 ouvriers sont employés dans l'entreprise de production et 110 ouvriers dans l'entreprise de vente. En 1978, un système de CAO propriétaire est développé, qui est commercialisé trois ans plus tard et destiné en particulier aux entreprises de construction mécanique. Les ventes s’élèvent à 25 millions de DM en 1978 et à environ 60 millions de DM en 1990.

### Disparition
L'entreprise connait un déclin économique au début des années 1990 et est dissoute à la suite d'une procédure de faillite. Polar Form GmbH, qui existe encore aujourd'hui à Lahr, est issue de l'ancien département de fabrication de moules de l'entreprise. Le quartier Nestler de la Bahnhofstrasse reste vide pendant plusieurs années avant d'être acquis par la société Freyler Industriebau GmbH de Kenzingen. Il fait actuellement l'objet de la rénovation en cours de la vieille ville de Lahr ; une fois les travaux terminés, un centre d'affaires plus grand sera créé.

## Utilisateurs connus

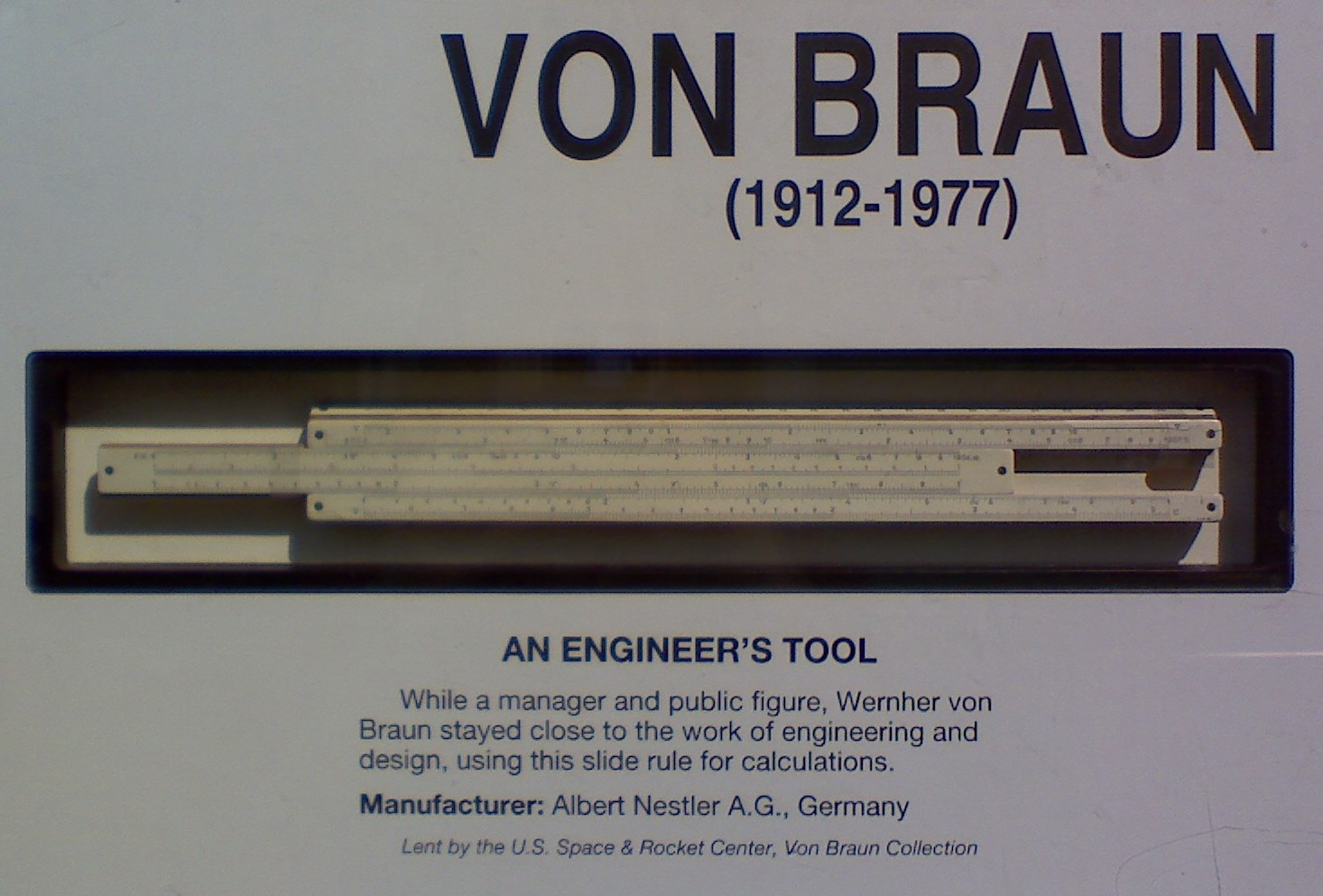
La règle à calcul de Wernher von Braun

La règle à calcul Albert Nestler de Wernher von Braun est exposée au National Air and Space Museum.